# 女性电影

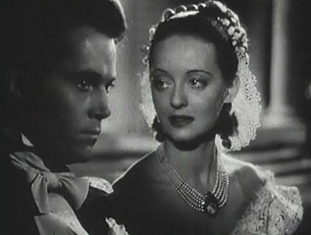
贝蒂·戴维斯和亨利·方达于1938年主演的《红衫泪痕》，被视为是一部典型的女性电影。这部电影讲述了一位美国南方女子，当失去了未婚夫和社会地位，于是打破常规，以自我牺牲来救赎的故事。

女性电影（英語：woman's film）是一种以女性为中心的叙事类型电影，以女性为主角，旨在吸引女性观众的电影类型。早期的女性电影描绘的内容比较传统，内容大多是围绕着家庭生活、母亲、自我牺牲、浪漫等主题。这些题材的电影从默片时代便开始出现，一直到20世纪50年代和60年代初，但在20世纪30年代和40年代最受欢迎，在第二次世界大战期间达到顶峰。好莱坞在20世纪下半叶制作过一些带有传统女性元素的电影。导演乔治·丘克、道格拉斯·瑟克、马克斯·奥菲尔斯和约瑟夫·冯·斯登堡的作品一直与女性电影类型联系在一起。琼·克劳馥、贝蒂·戴维斯和芭芭拉·斯坦威克是该类型电影中较多产的演员。